# Municipio de San Francisco Tetlanohcan
El municipio de San Francisco Tetlanohcan es un municipio de aproximadamente 10,000 habitantes, se encuentran a 20 minutos de la ciudad de Tlaxcala. 
La lengua que se hablaba entre los habitantes es el náhuatl, actualmente solo poca gente lo habla. Su cabecera es la localidad de San Francisco Tetlanohcan.
Colinda al norte con el municipio de Chiautempan; al noreste con el municipio de San José Teacalco; al este compartiendo la cima del volcán Malintzin con el municipio de Huamantla; al sur con el municipio de Teolocholco; y al oeste con el municipio de La Magdalena Tlaltelulco.
Este municipio está dividido en tres barrios: Dolores Aquiahuac, Jesús Xolalpan y Santa Cruz Matlacahuacan.
La ocupación de sus habitantes es variada, hay gente que se dedica al transporte, otros son obreros, albañiles y empresarios de la misma comunidad que cuentan con industrias de construcción, botanas y reciclaje. También existen dentro de sus habitantes un número considerable de maestros de educación básica.
Tiene excelente comunicación por carretera con los municipios de Chiautempan, Teolocholco, Tlaxcala.
En este municipio se encuentra ubicado el Bachillerato Tecnológico Agropecuario(CBTA 134)

## Hermanamientos
- Santa Ana Chiautempan Tlaxcala (2012)[4][5]
- New Haven Connecticut[6]